# Guido Oppenheim
Guido Israel Oppenheim (Luxemburg-Stad, 28 mei 1862  – Theresienstadt, 26 augustus 1942) was een Luxemburgs kunstschilder. Hij behoort tot de beste Luxemburgse landschapsschilders.

## Leven en werk
Guido Oppenheim was een zoon van de uit Hanau afkomstige joodse koopman Hirsch (Hermann) Oppenheim en Henriette Schloss. Hij werd in het geboorteregister ingeschreven als Guido Oppenheim, in oktober 1941 werd Israel als zijn tweede voornaam toegevoegd. Oppenheim werkte aanvankelijk in de door zijn vader opgerichte fourniturenzaak, later herenkledingfabriek, Oppenheim-Schloss aan de Krautmaart in Luxemburg-Stad. Met steun van zijn familie koos hij voor de schilderkunst. Hij was vanaf 1890 leerling van de schilder Karl Raupp aan de Kunstacademie van München, en vervolgde zijn studie in Parijs als leerling van Léon Bonnat.
Oppenheim vestigde zich in 1902 als zelfstandig schilder. Hij schilderde landschappen en portretten, daarbij beïnvloed door het Franse impressionisme. Hij was lid van de Cercle Artistique de Luxembourg en nam tussen 1894 en 1930 deel aan de jaarlijkse salons. Naar aanleiding van zijn deelname in 1906 kende een jury, bestaande uit Pierre Blanc, Ferdinand d'Huart en Jean Mich, hem de Prix Grand-Duc Adolphe toe. Hij nam verder onder andere deel aan de Parijse salon (1894), de wereldtentoonstelling van 1910 en 1935 in Brussel. Solotentoonstellingen had hij onder meer in het Hotel du Midi (1913) in Diekirch, en in Grand Hotel Brasseur (1916), de Centralhalle (1920) en het Paleis van Justitie (1925) in Luxemburg-Stad. Hij won een gouden medaille op de wereldtentoonstelling van 1910. Hij werd door groothertogin Charlotte van Luxemburg benoemd tot ridder in de Orde van de Eikenkroon (1926) en ridder met kroon in de Orde van Verdienste van Adolf van Nassau (1938). In 1926 benoemde de Franse regering hem tot officier de l'Instruction Publique.
Tijdens de Tweede Wereldoorlog bood Oppenheim onderdak aan familieleden. Hij werd opgepakt en in juli 1942 naar het concentratiekamp Theresienstadt afgevoerd. Hij overleed er een maand later, op 80-jarige leeftijd. In 1982 werd in Villa Vauban een retrospectief gehouden. In de stad Luxemburg werd een straat naar hem vernoemd.

## Enkele werken

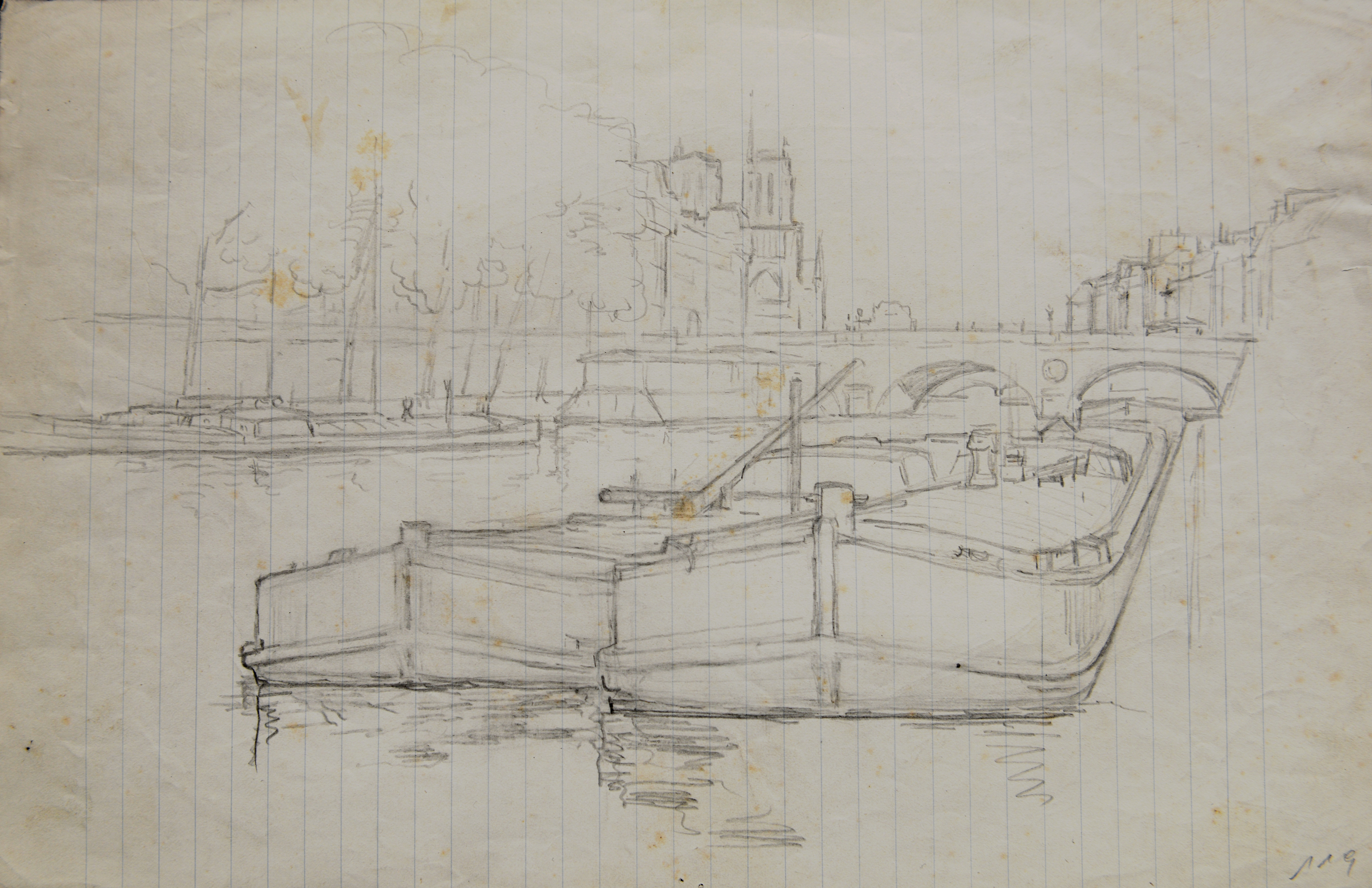
Seine met Notre-Dame
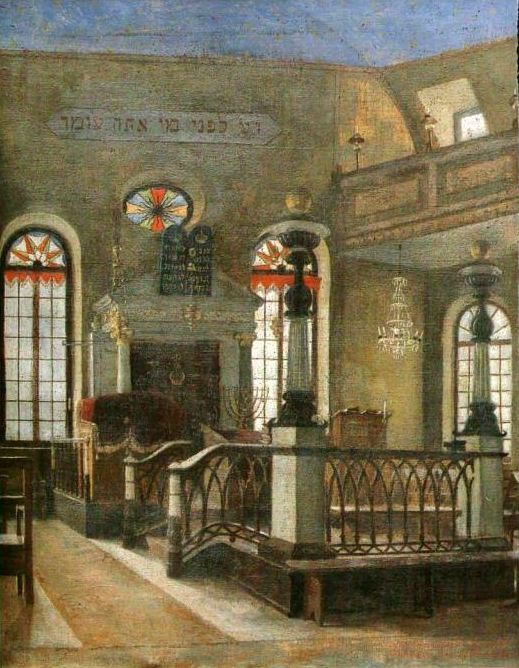
Synagoge in Luxemburg-Stad
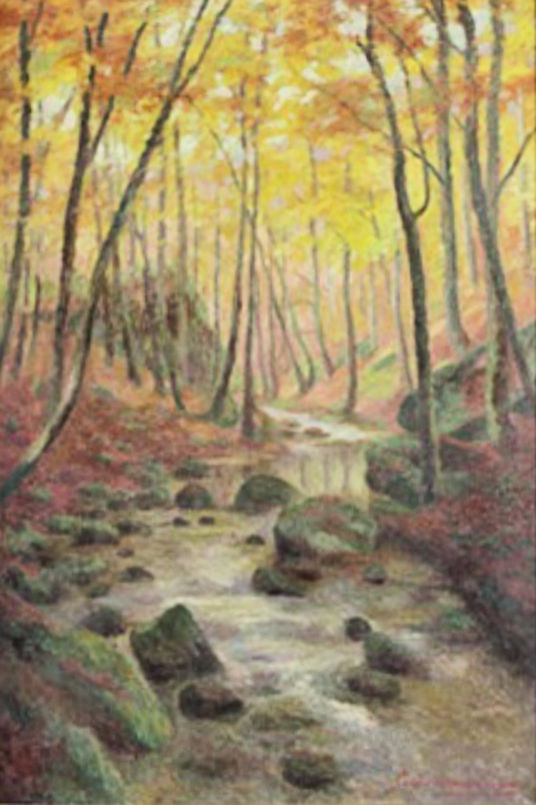
Herfstbos met beekje
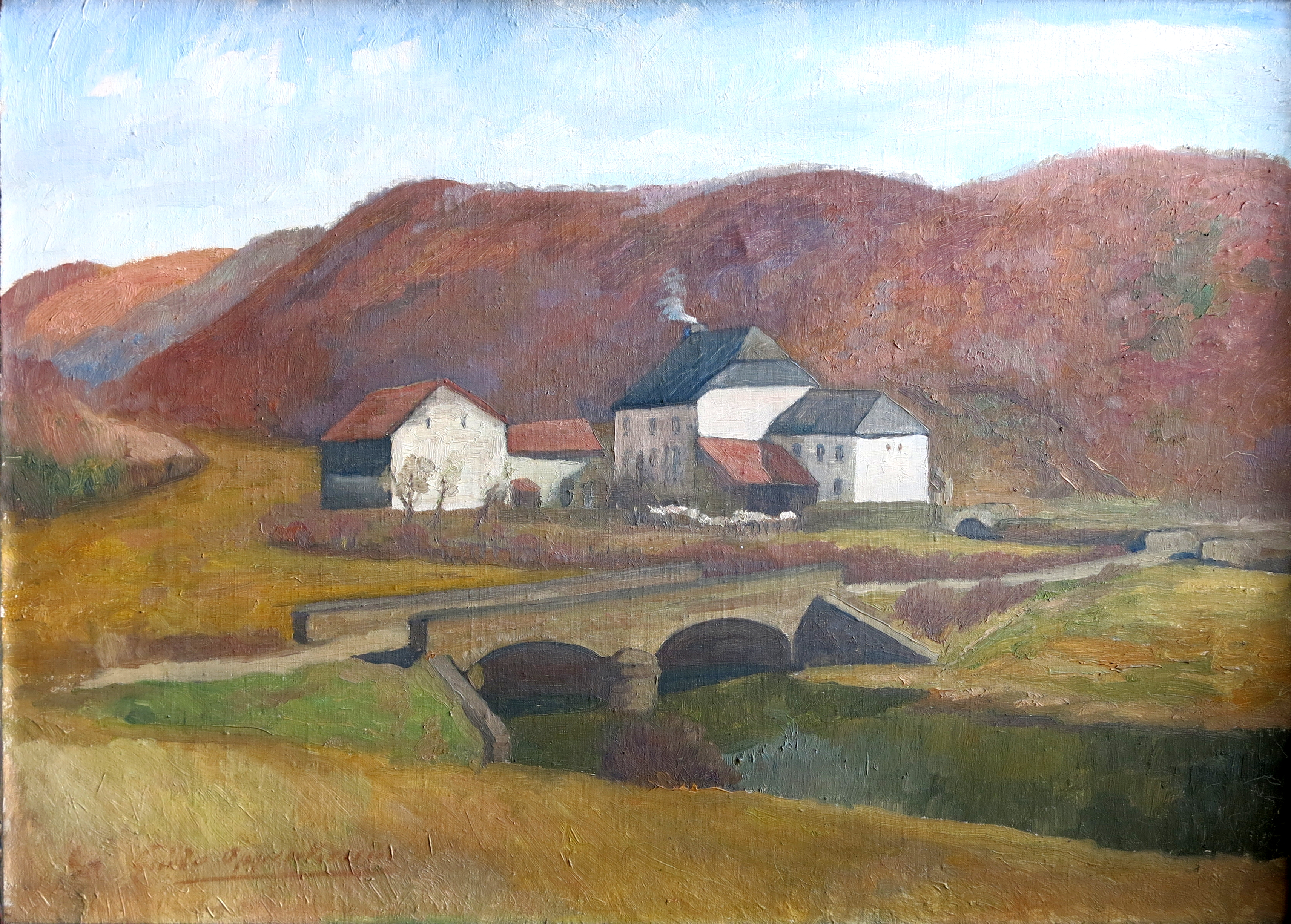
Landschap

- Gemeinsame Normdatei: 174253818
- Musée national d'archéologie, d'histoire et d'art: lkl000115
- Virtual International Authority File: 246766011